# Aeroportul Internațional Christchurch
Aeroportul Internațional Christchurch (IATA: CHC, ICAO: NZCH) este un aeroport din Christchurch City⁠(d), Canterbury Region⁠(d), Noua Zeelandă ce deservește zona Christchurch. Aeroportul a fost tranzitat în decembrie 2022 de 497.893 de pasageri. A fost deschis în 18 mai 1940 și numit după zona deservită.
Situat la o altitudine de 37 m, aeroportul dispune de 2 piste.

## Infrastructură

### Piste
Aeroportul dispune de 2 piste. Pista 02/20 are suprafața de asfalt și dimensiunile 3.288 m × 45 m. Pista 11/29 are suprafața de asfalt și dimensiunile 1.741 m × 45 m. 